# Julius Heinrich Zimmermann

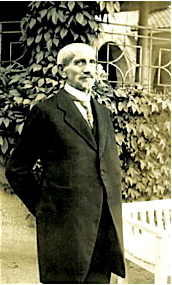
Julius Heinrich Zimmermann (ca. 1900)

Julius Franz Heinrich Martin Zimmermann (* 22. September 1851 in Sternberg, Großherzogtum Mecklenburg-Schwerin; † 25. April 1922 in Berlin) war ein deutscher  Musikinstrumentenhersteller und Musikverleger mecklenburgischer Herkunft, der lange in Russland tätig war.

## Leben

### Kindheit
Julius Heinrich Zimmermann war der Sohn des Sternberger Lohgerbers Friedrich August Zimmermann und dessen Frau Dorothea, geborene Doescher. Er wurde am 19. Oktober 1851 in Sternberg evangelisch-lutherisch getauft.

### Tätigkeit in Russland
Nach seiner Berliner Banklehre wurde Zimmermann 1876 nach Sankt Petersburg versetzt, eröffnete dort 1880 eine Fabrik für Messinginstrumente und meldete die Fabrikmarke „J.H.Z.“ an. In seine Spezialwerkstätten für Streich-, Blech-, Holzblas- und Zungen-Instrumente holte er Markneukirchener Instrumentenbauer, darunter den Blechblasinstrumentenmacher Josef Schimmer (Vater des Geigers Roman Schimmer), zuerst nach Sankt Petersburg, dann nach Moskau und später auch Riga. Ab 1901 war Zimmermann Hoflieferant für Blasinstrumente eigener Produktion für das Zarenhaus und exklusiv für die russische Armee. Er dominierte den dortigen Musikalienhandel bis zum Ausbruch des Ersten Weltkrieges.

### Rückkehr nach Deutschland
1886 ging er zurück nach Deutschland, um sich in Leipzig niederzulassen und hier die neue Zentrale seiner Unternehmungen zu gründen, zu denen auch der Zimmermann Musikverlag gehörte. Ab 1893 ging die Firma regelmäßig zu den Weltausstellungen und gewann für ihre Instrumente zahlreiche Goldmedaillen. Für seine Verdienste erhielt Julius Heinrich Zimmermann 1901 von Zar Nikolaus II. den Kaiserlich-Königlich Russischen Sankt-Stanislaus-Orden.
1900 gingen die Adler-Musikwerke in Leipzig in seine Hände über. Die Fortuna-Marke für Musikautomaten wurde registriert, neue Modelle wie das „Orgophon“ und das „Cantophon“ entwickelt und Sprechmaschinen zum Patent angemeldet. 1904 erwarb Zimmermann die Klavierfabrik von Gustav Fiedler und stellte weiterhin Klaviere unter diesem Namen her. Die Klavier-Marke „Jul. Heinr. Zimmermann“ war nur für den Leipziger Raum bestimmt. Die Pianofabrik produzierte auch Harmoniums und mechanische Musikwerke.
Von 1912 bis 1918 war er auch Mitglied des Deutschen Reichstags für den Reichstagswahlkreis Großherzogtum Mecklenburg-Schwerin 2 (Schwerin, Wismar) und die Nationalliberale Partei.
Mit Ausbruch des Ersten Weltkrieges wurde das Unternehmen in Russland als feindliches Vermögen angesehen und 1919 nationalisiert. Die Fabrik für Messinginstrumente wurde nach dem Zweiten Weltkrieg neu gegründet und existiert, nach der Privatisierung im Jahre 1991, bis heute unter dem Namen „St. Petersburg Musical Wind Instruments Factory“.
1919 gründete er weitere Filialen in Markneukirchen. Bis 1936 wurden dort vor allem noch Balalaikas gebaut, von Paul Fischer hergestellt, der sich später einen eigenen Namen machte.
1919 war Zimmermann Abgeordneter des Verfassunggebenden Landtags von Mecklenburg-Schwerin, er gab seinen Posten jedoch schon im November 1919 wieder auf.